# 金海城戲院
金海城戲院是香港一家已結業的戲院，早期曾稱作滿堂戲院或油塘戲院，原址位於九龍油塘油塘中心第二及三座之間，現為茶餐廳以及太平街市。

## 歷史
1980年代，當時的油塘尚為一個未經發展的貧瘠之地。1981年，當時正投資拍電影的周梁淑怡於當時剛興建的油塘中心建立滿堂戲院，並由許冠文等知名香港演員歌星進行剪綵儀式，正因第一套上映的電影為其作摩登保鑣。曾一度成為該區最熱鬧的戲院，也曾為當地唯一一間戲院，其後更名為「油塘戲院」，以表示該戲院在油塘的代表性。
由於油塘比較遠離觀塘區的其他地方，地勢比較偏僻，以致該戲院主要收入來源就只有油塘邨和高超道邨徙置區居民，以及油塘工業區的工人。即使後期1989年東區海底隧道的落成解決了地理上的問題，但因當時港產片的衰落而令戲院生意大不如前。1990年代，由於油塘該兩個徙置區的大型重建和香港工業的北上，令油塘戲院要長期面對入不敷支的問題。其後戲院更名為「金海城戲院」，最終於1990年代中期結束營業。

## 外部連結
- 舊戲院（Happy Punter 巧茹）